# Чемпионат СССР по лёгкой атлетике 1936
Чемпионат СССР по лёгкой атлетике 1936 года проводился в Москве с 18 по 24 августа на стадионе «Динамо» и 6 октября (марафон). В 1936 году чемпионат получил официальное название «Лично-командное первенство СССР» и был запланирован как ежегодный. В чемпионате приняли участие 550 спортсменов из 29 городов и союзных республик. В ходе соревнований было установлено 15 всесоюзных рекордов.

## Результаты

### Команды
1. Москва
2. Ленинград
3. УССР

### Мужчины
| Вид                                 | 1 место                                                            | Результат       | 2 место                    | Результат | 3 место                                            | Результат |
| ----------------------------------- | ------------------------------------------------------------------ | --------------- | -------------------------- | --------- | -------------------------------------------------- | --------- |
| Бег на 100 м                        | Пётр Головкин Москва                                               | 10,7            | Роберт Люлько Ленинград    | 10,7      | И. Козлов Ленинград                                | 10,9      |
| Бег на 200 м                        | Роберт Люлько Ленинград                                            | 21,6            | М. Варламов Ленинград      | 21,8      | Григорий Пужный Москва                             | 22,6      |
| Бег на 400 м                        | Роберт Люлько Ленинград                                            | 49,3            | Ф. Долгов Москва           | 50,3      | Б. Хлебников Ленинград                             | 50,9      |
| Бег на 800 м                        | Всеволод Крайнюков Москва                                          | 2.00,3          | Виктор Шелудяков Москва    | 2.01,0    | Алексей Максимов                                   | 2.01,5    |
| Бег на 1500 м                       | Елиазар Гвоздовер Москва                                           | 4.04,7          | Иван Соколов Москва        | 4.04,7    | 3 — Александр Пугачёвский Москва                   | 4.05,3    |
| Бег на 1500 м                       | Елиазар Гвоздовер Москва                                           | 4.04,7          | Иван Соколов Москва        | 4.04,7    | 4 — И. Муренко                                     | 4.07,6    |
| Бег на 5000 м                       | Серафим Знаменский Москва                                          | 15.14,2         | Станислав Пржевальский ДВК | 15.25,3   | Павел Савельев Киев                                | 15.33,0   |
| Бег на 10 000 м                     | Серафим Знаменский Москва                                          | 31.45,6 NR*     | Моисей Иванькович Смоленск | 32.20,3   | Станислав Пржевальский ДВК                         | 32.59,2   |
| Бег на 110 м с барьерами            | Андрей Федотов Москва                                              | 15,5            | Александр Безруков         | 15,6      | Александр Каргин Москва                            | 16,4      |
| Бег на 400 м с барьерами            | Виктор Шелудяков Москва                                            | 56,8 NR*        | Г. Циммерберг Ленинград    | 57,9      | В. Елизаров Тифлис                                 | 58,0      |
| Бег на 3000 м с препятствиями       | Виктор Белецкий Ленинград                                          | 10.01,8         | А. Романцев Киев           | 10.02,8   | В. Мелков ДВК                                      | 10.08.9   |
| Ходьба на 5 км                      | Николай Калинин Москва                                             | 25.38,1 NR*     | Дьяконов Ленинград         | 26.29,6   | Борис Юнников Свердловск                           | 26.29,9   |
| Ходьба на 10 км                     | Николай Калинин Москва                                             | 54.21,5         | Н. Бабарыкин Москва        | 55.07,8   | Глазырин Свердловск                                | 55.56,3   |
| Прыжок в высоту                     | Эдмунд Рохлин Ленинград                                            | 1,85 (пп. 1,91) | А. Худяков                 | 1,85      | Н. Осокин Ленинград О. Вельч Москва Николай Ковтун | 1,80      |
| Прыжок с шестом                     | Владимир Дьячков Москва                                            | 4,00            | Гавриил Раевский Харьков   | 3,90      | Николай Озолин Москва                              | 3,80      |
| Прыжок в длину                      | Пётр Головкин Москва                                               | 6,95            | Михаил Петяев Москва       | 6,74      | Роберт Люлько Ленинград                            | 6,71      |
| Тройной прыжок                      | Николай Ковтун                                                     | 14,12           | Иван Антушев Москва        | 13,95     | С. Дмитриев Киев                                   | 13,90     |
| Прыжок в высоту с/м                 | Дмитрий Иоселиани Тифлис                                           | 1,60 NR*        | Зазовит Ленинград          | 1,50      | Григорий Меерович Ленинград                        | 1,50      |
| Прыжок в длину с/м                  | Дмитрий Иоселиани Тифлис                                           | 3,36 NR*        | В. Осадчий Ашхабад         | 3,19      | Иван Степанчонок Москва                            | 3,135     |
| Тройной прыжок с/м                  | Дмитрий Иоселиани Тифлис                                           | 10,155 NR*      | В. Осадчий Ашхабад         | 9,75      | Зазовит Ленинград                                  | 9,39      |
| Толкание ядра                       | Александр Канаки                                                   | 14,68           | О. Вельч Москва            | 14,45     | Сергей Ляхов Ашхабад                               | 14,36     |
| Метание диска                       | Н. Кутьев Ленинград                                                | 46,04           | Александр Канаки           | 44,19     | Сергей Ляхов Ашхабад                               | 43,63     |
| Метание копья                       | Виктор Алексеев Ленинград                                          | 60,66           | Иван Сергеев Москва        | 57,99     | Артур Шехтель Ленинград                            | 57,86     |
| Метание молота                      | Александр Шехтель Ленинград                                        | 46,51           | Сергей Ляхов Ашхабад       | 46,46     | Николай Выставкин                                  | 43,68     |
| Метание гранаты                     | Николай Арбузников Москва                                          | 75,53           | Иван Сергеев Москва        | 73,75     | И. Шедько Харьков                                  | 71,75     |
| Эстафета 4х100 м                    | Ленинград И. Козлов Григорий Меерович М. Варламов Роберт Люлько    |                 | Москва                     | 43,3      | УССР                                               | 44,0      |
| Эстафета 4х400 м                    | Ленинград И. Мачигин Б. Хлебников И. Козлов Роберт Люлько          | 3.23,9 NR*      | Москва                     | 3.24,2    | УССР                                               | 3.40,2    |
| Шведская эстафета (800+400+200+100) | Москва Елиазар Гвоздовер Ф. Долгов Пётр Головкин А. Великодворский | 3.24,2          | Ленинград                  | 3.24,7    | УССР                                               | 3.32,7    |
| Пятиборье                           | Александр Дёмин Москва                                             | 2893,006        | Артур Шехтель Ленинград    | 2765,942  | Матвеев Ленинград                                  | 2731,488  |
| Пятиборье (международная таблица)   | Александр Дёмин Москва                                             |                 | Артур Шехтель Ленинград    |           | Константин Кудрявцев                               |           |
| Десятиборье                         | Александр Дёмин Москва                                             | 5762,854        | Гавриил Раевский Харьков   | 5580,792  | Овчаренко Москва                                   | 5508,292  |
| Десятиборье (международная таблица) | Александр Дёмин Москва                                             | 6367            | Гавриил Раевский Харьков   | 6105      | Александр Канаки                                   | 6084      |
| Марафон                             | М. Храмов Ленинград                                                | 2:33.42         | Н. Бабарыкин Москва        | 2:34.09   | Б. Дмитриев Ленинград                              | 2:34.24   |

### Женщины
| Вид                                 | 1 место                                                                  | Результат                              | 2 место                                                                                      | Результат | 3 место                             | Результат |
| ----------------------------------- | ------------------------------------------------------------------------ | -------------------------------------- | -------------------------------------------------------------------------------------------- | --------- | ----------------------------------- | --------- |
| Бег на 100 м                        | Валентина Косарева Москва                                                | 13,0                                   |                                                                                              |           |                                     |           |
| Бег на 200 м                        | Мария Рогожкина Москва                                                   | 25,8 NR*                               | Н. Стрижнева Москва                                                                          | 25,8      | Наталья Петухова Москва             | 25,9      |
| Бег на 500 м                        | Евдокия Васильева Москва                                                 | 1.17,6                                 | Евгения Егорова Москва                                                                       | 1.18,2    | Т. Орлова Ленинград                 | 1.19,0    |
| Бег на 800 м                        | Евгения Егорова Москва                                                   | 2.20,8                                 | В. Кайшева Иваново                                                                           | 2.21,6    | Т. Орлова Ленинград А. Александрова | 2.22,3    |
| Бег на 1000 м                       | Евдокия Васильева Москва                                                 | 2.58,4 NR*                             | Лидия Фрейберг Ленинград                                                                     | 3.02,8    | А. Александрова                     | 3.04,3    |
| Бег на 1500 м                       | Н. Соболева Москва                                                       | 4.55,7                                 | А. Александрова                                                                              | 4.56,0    | В. Борисова                         | 4.56,3    |
| Эстафета 4х100 м                    | Москва А. Червецова Наталья Петухова Елена Целовальникова Мария Шаманова | 49,7                                   |                                                                                              |           |                                     |           |
| Эстафета 3х800 м                    | Москва В. Борисова Евгения Егорова Евдокия Васильева                     | 7.08,1 NR*                             |                                                                                              |           |                                     |           |
| Шведская эстафета (400+400+200+100) | Москва Евдокия Васильева Тамара Быкова Н. Стрижнева Мария Шаманова       | 2.23,0                                 | Ленинград                                                                                    | 2.26,6    | УССР                                | 2.29,0    |
| 80 м с барьерами                    | Елена Карпович Москва                                                    | 12,8                                   | Галина Ганекер Баку                                                                          | 12,8      | Р. Уткина Москва                    | 12,9      |
| Прыжок в высоту                     | Л. Куликова Ленинград                                                    | 1,50                                   | Галина Ганекер Баку                                                                          | 1,50      | Елена Карпович Москва О. Шахова     | 1,50      |
| Прыжок с шестом                     | Т. Кузнецова Ленинград                                                   | 2,20                                   | Теплякова Свердловск Л. Игнатенко УССР М. Поваляева УССР Булатникова УССР Рыбакова Ленинград | 2,10      |                                     |           |
| Прыжок в длину                      | Зинаида Ластовка Ленинград Елена Карпович Москва                         | 5,23                                   |                                                                                              |           | Валентина Истомина Москва           | 5,22      |
| Прыжки в высоту с места             | П. Стогова Ленинград                                                     | 1,15                                   | Гартман Ленинград Валентина Истомина Москва Нина Думбадзе                                    | 1,10      |                                     |           |
| Прыжки в длину с места              | Елена Карпович Москва                                                    | 2,47                                   | Нина Думбадзе                                                                                | 2,45      | Л. Игнатенко УССР                   | 2,33      |
| Тройной прыжок с места              |                                                                          |                                        | Елена Карпович Москва Л. Игнатенко УССР                                                      | 7,24 7,25 |                                     |           |
| Толкание ядра                       | Зинаида Борисова Киев                                                    | 12,39                                  | П. Малахова Москва                                                                           | 11,40     | Наталья Поршнева Москва             | 11,13     |
| Метание диска                       | Зинаида Борисова Киев                                                    | 38,45                                  | Зоя Синицкая Киев                                                                            | 37,76     | Анна Маслова Ленинград              | 37,39     |
| Метание копья                       | Анна Маслова Ленинград                                                   | 39,67                                  | Элла Мицис Москва                                                                            | 38,55     | П. Малахова Москва                  | 35,74     |
| Метание мяча                        | Зоя Синицкая Киев                                                        | 47,18                                  | Зинаида Борисова Киев                                                                        | 42,75     | Михалькова БССР                     | 42,51     |
| Метание гранаты                     | Анна Маслова Ленинград                                                   | 45,34                                  | Клавдия Лаптева Саранск                                                                      | 41,57     | А. Грабова Новосибирск              | 41,19     |
| Троеборье                           | Елена Карпович Москва                                                    | 2117,24                                | Татьяна Севрюкова Горький                                                                    | 1951,04   | Е. Кузнецова Ленинград              | 1921,14   |
| Троеборье (международная таблица)   | Елена Карпович Москва                                                    | 2323                                   | Е. Кузнецова Ленинград                                                                       | 2096      | Татьяна Севрюкова Горький           | 2092      |
| Пятиборье                           | Элла Мицис Москва                                                        | 3154,43 (13,5-37,25-5,10-36,91-2.39,5) | Елена Карпович Москва                                                                        | 2941,64   | Зоя Синицкая Киев                   | 2895,68   |
| Пятиборье (международная таблица)   | Элла Мицис Москва                                                        | 3368 NR*                               | Елена Карпович Москва                                                                        | 3197      | Зоя Синицкая Киев                   | 3103      |

- з — забег
- п/ф — полуфинал
- пп — перепрыжка